# Giovanni Pettenella
Giovanni Pettenella, detto Vanni (Caprino Veronese, 28 marzo 1943 – Milano, 20 febbraio 2010), è stato un pistard, ciclista su strada e dirigente sportivo italiano.
Specialista nelle gare su pista, fu campione olimpico nella velocità ai Giochi di Tokyo 1964, e professionista dal 1965 al 1970. Era soprannominato "il pollivendolo volante" a causa della professione di famiglia

## Carriera

### Inizi
Dopo un inizio calcistico nei ragazzi del Milan, partecipò a tre gare di ciclismo su strada, su invito del padre, ex ciclista dilettante, con l'obiettivo di continuare se ne avesse vinta almeno una; vinse la terza.

### Dilettante
Fu campione italiano nella velocità nel 1962, superando in finale Sergio Bianchetto. Ai Giochi del Mediterraneo del 1963, disputatisi a Napoli, conquistò la medaglia d'oro nel tandem con Bianchetto. 
L'anno successivo, prima della partecipazione ai Giochi olimpici di Tokyo nel 1964, è solo terzo, dietro ad Angelo Damiano e a Bianchetto nella specialità individuale della velocità. Vince nuovamente nel tandem, in coppia con Giordano Turrini ma per il rifiuto di Bianchetto e Damiano di disputare la finale. Il Commissario tecnico Guido Costa, tuttavia, ritiene di comporre la squadra italiana di ciclismo su pista dando fiducia a Pettenella che schiera sia nella velocità e sia nel chilometro da fermo. Nel tandem, Costa preferì schierare la coppia Bianchetto e Damiano.
La scelta si rivela felicissima, perché Pettenella compie il capolavoro della sua carriera, vincendo la medaglia d'oro nella velocità individuale, davanti a Bianchetto e la medaglia d'argento nel chilometro da fermo, dietro al belga Patrick Sercu ma soltanto per un decimo di secondo. Anche il tandem azzurro (Bianchetto-Damiano) pur senza la presenza di Pettenella riesce a conquistare l'oro olimpico.

### Professionista
Nel corso della carriera da professionista, iniziata l'anno seguente, non fu in grado di confermarsi su risultati di pari livello. Chiuso dai tre più anziani fuoriclasse Antonio Maspes, Sante Gaiardoni e Giuseppe Beghetto fu l'"eterna riserva" della squadra azzurra. Partecipò soltanto a due edizioni dei campionati mondiali su pista nella gara di velocità. Nel 1966 è costretto ad arrendersi nei quarti di finale all'australiano Ron Baensch, dopo tre combattutissime prove. Nel 1968, a Roma, si aggiudica la medaglia di bronzo battendo Sergio Bianchetto nella finale per il terzo posto. 
Nella semifinale dei Campionati italiani 1968, a Varese, Pettenella costrinse lo stesso Bianchetto a un surplace di un'ora, 3 minuti e 5 secondi (nuovo record del mondo) fino a farlo stramazzare svenuto al suolo. Poi perse in finale da Beghetto.
Da professionista Pettenella ha comunque gareggiato anche su strada, collezionando le vittorie nei Gran Premi di Roma e Aarhus e due tappe alla Tirreno-Adriatico. 
Si è ritirato una prima volta nel 1970, per poi effettuare un fugace rientro tre anni dopo, in occasione dei campionati italiani indoor, al Palazzo dello Sport di Milano. Ha concluso l'attività agonistica annoverando  80 vittorie su pista e 6 su strada.

### Dirigente sportivo
Dopo la fine della carriera si dedicò alla professione di tecnico-allenatore. Alla sua guida ai mondiali di Varese del 1971, il quartetto Morbiato, Algeri, Bazzan, Borgognoni arrivò all'oro nell'inseguimento a squadre. Nel 1972, a Parigi, la nazionale italiana partecipante ai Mondiali Militari vinse tutte le medaglie in palio.
Nel 1976 fu nominato commissario tecnico dei professionisti della pista, in sostituzione di Antonio Maspes, impossibilitato per motivi di salute. Ai Campionati Mondiali di quell'anno, disputatisi a Monteroni di Lecce, portò Francesco Moser all'oro nell'inseguimento individuale, Giordano Turrini all'argento nella velocità e Avogadri al bronzo nella specialità dietro motori.
Nel 1979 fondò una società di ciclismo chiamata "ciclisti dergano"

### Morte
È morto nel 2010 a 66 anni; è stato tumulato presso il Cimitero Monumentale di Milano, nella Cripta del Famedio.

## Piazzamenti

### Competizioni mondiali
- Campionati del mondo

Roma 1968 - Velocità: 3º
- Giochi olimpici

Tokyo 1964 - Velocità: vincitore
Tokyo 1964 - Chilometro: 2º